# St. Martin und Simon (Kleinkochberg)

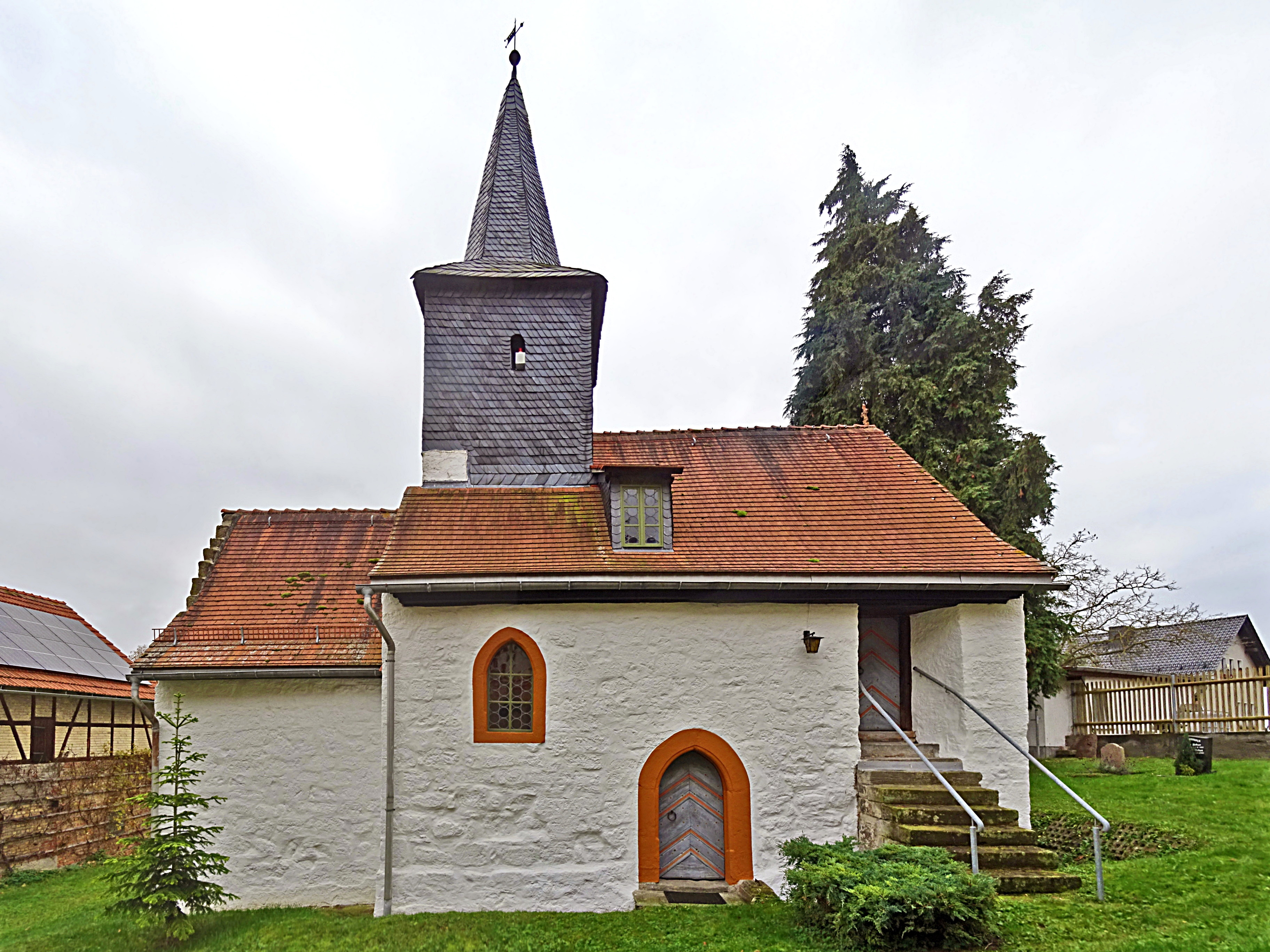
Die Kirche

Die evangelische Dorfkirche St. Martin und Simon steht im Ortsteil Kleinkochberg der Gemeinde Uhlstädt-Kirchhasel im Landkreis Saalfeld-Rudolstadt in Thüringen.

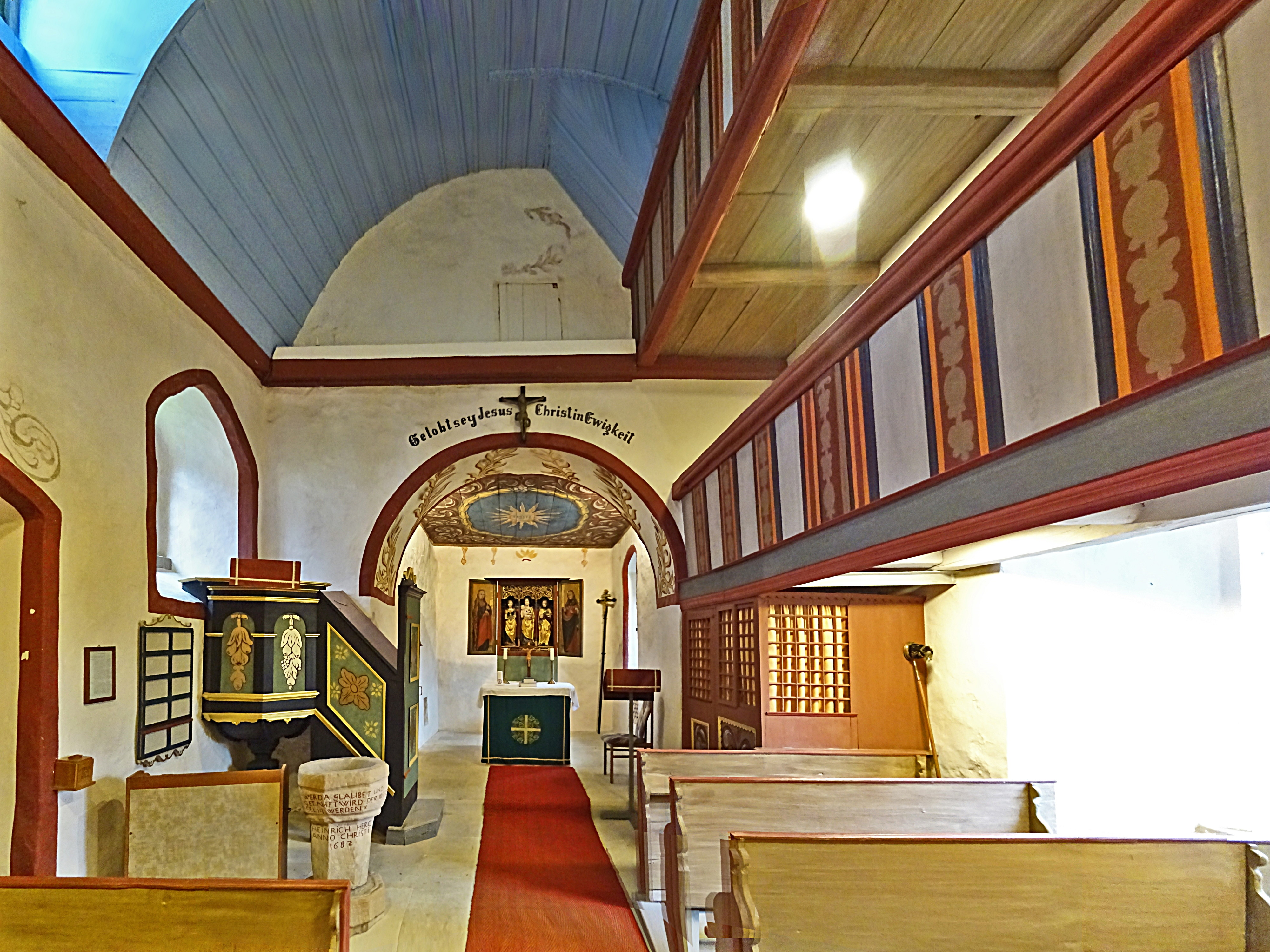
Innenansicht

## Geschichte
Die kleine Kirche war eine Wegekapelle des frühen 12. Jahrhunderts, die als Kapelle „Zur seeligen Ruhe und Rast“ erweitert und 1683 mit einem Kirchturm versehen somit Gemeindekirche wurde.
Ab dem 18. Jahrhundert erfolgten weitere Um- und Ausbauten.